# Mary K. Gaillard
Mary Katharine Gaillard (Nuevo Brunswick, Nueva Jersey, Estados Unidos, 1 de abril de 1939-23 de mayo de 2025), registrada al nacer como Mary Katharine Rslph, fue una física teórica estadounidense especializada en física de partículas. Era profesora de la Escuela de Licenciatura en la Universidad de California en Berkeley ―UCB― y científica invitada en el Laboratorio Nacional Lawrence Berkeley ―LNLB―. Fue la primera física en Berkeley.

## Carrera
Gaillard fue profesora de física en la UCB desde 1982 hasta 2009 y, al mismo tiempo, miembro senior del equipo de la facultad en el LBNL, donde encabezó el Grupo de teoría de partículas en 1985-87. Se graduó en la Universidad de Hollins en Virginia en 1960 y obtuvo el grado de maestra de la Universidad de Columbia en 1961, doctorándose en la Universidad de París en Orsay, Francia, en 1968. Fue científica de investigación en el Centro Nacional para la Investigación Científica ―CNRS― de 1964 a 1981, llegando a ser Directora de Investigación en 1980, al mismo tiempo fue investigadora asociada en la Organización Europea para la Investigación Nuclear ―CERN― en Ginebra, Suiza. En 1979 estableció un grupo de teoría de partículas en el Laboratoire d'Annecy-le-Vieux de Physique des Particules ―LAPP; en español: Laboratorio de Física de Partículas de Annecy-le-Vieux― en Annecy-le-Vieux, Francia, el cual dirigió entre 1979 y 1981.
Trabajó en varios comités de la Sociedad Estadounidense de Física, grupos asesores para el Departamento de Energía y el Consejo Nacional de Búsqueda de los Estados Unidos, y en una serie de comités consultivos y de visitas en universidades y laboratorios nacionales. Fue miembro del Consejo Nacional de Ciencias de 1996-2002.[cita requerida]
Sus logros en la investigación incluyen trabajos pioneros con Benjamin W. Lee sobre la evaluación de correcciones de interacción fuerte en transiciones débiles, incluyendo la predicción exitosa de la masa del quark encantado; también trabajó con John Ellis y otros investigadores en el análisis de estados finales en las aniquilación electrón-positrón, incluyendo la predicción de eventos de tres jets, y estudios de teorías gauge unificadas, incluyendo la predicción de la masa del quark fondo. También realizó estudios con Michael Chanowitz de trazas en colisionadores protón-protón que mostraron, en líneas muy generales, que la nueva física debe presentarse a energías suficientemente altas. Su trabajo en los últimos años se centtó en las teorías de supergravedad efectiva basadas en supercuerdas y sus implicaciones en fenómenos que pueden detectarse tanto en experimentos de aceleradores como en observaciones cosmológicas.[cita requerida]

### Vida familiar
Se casó primero con Jean Marc Gaillard, con quien tuvo tres hijos ―Alain, Dominique y Bruno―. Después, se casó con Bruno Zumino.

## Contribuciones importantes
- Predicción de la masa del quark encantado con anterioridad a su descubrimiento (con B. W. Lee).
- Predicción de eventos de 3 jets (con J. Ellis y G. G. Ross).
- Predicción de la masa del quark fondo (con M.S. Chanowitz y J. Ellis).[cita requerida]

## Premios y honores
- Premio Thibaud de la Academia de Humanidades, Ciencias y Artes de Lyon, hoy Academia de Lyon (1977)
- Socia de la Academia Estadounidense de las Artes y las Ciencias (1989)[5]
- Premio Conmemorativo E. O. Lawrence (1988)
- Miembro de Academia Nacional de Ciencias (1991)[6]
- Premio J. J. Sakurai de Física de Partículas Teórica (1993)
- Miembro de la Sociedad Filosófica Estadounidense (2000)[7]
- Miembro de la Sociedad Estadounidense de Física